# Fed Cup 2016

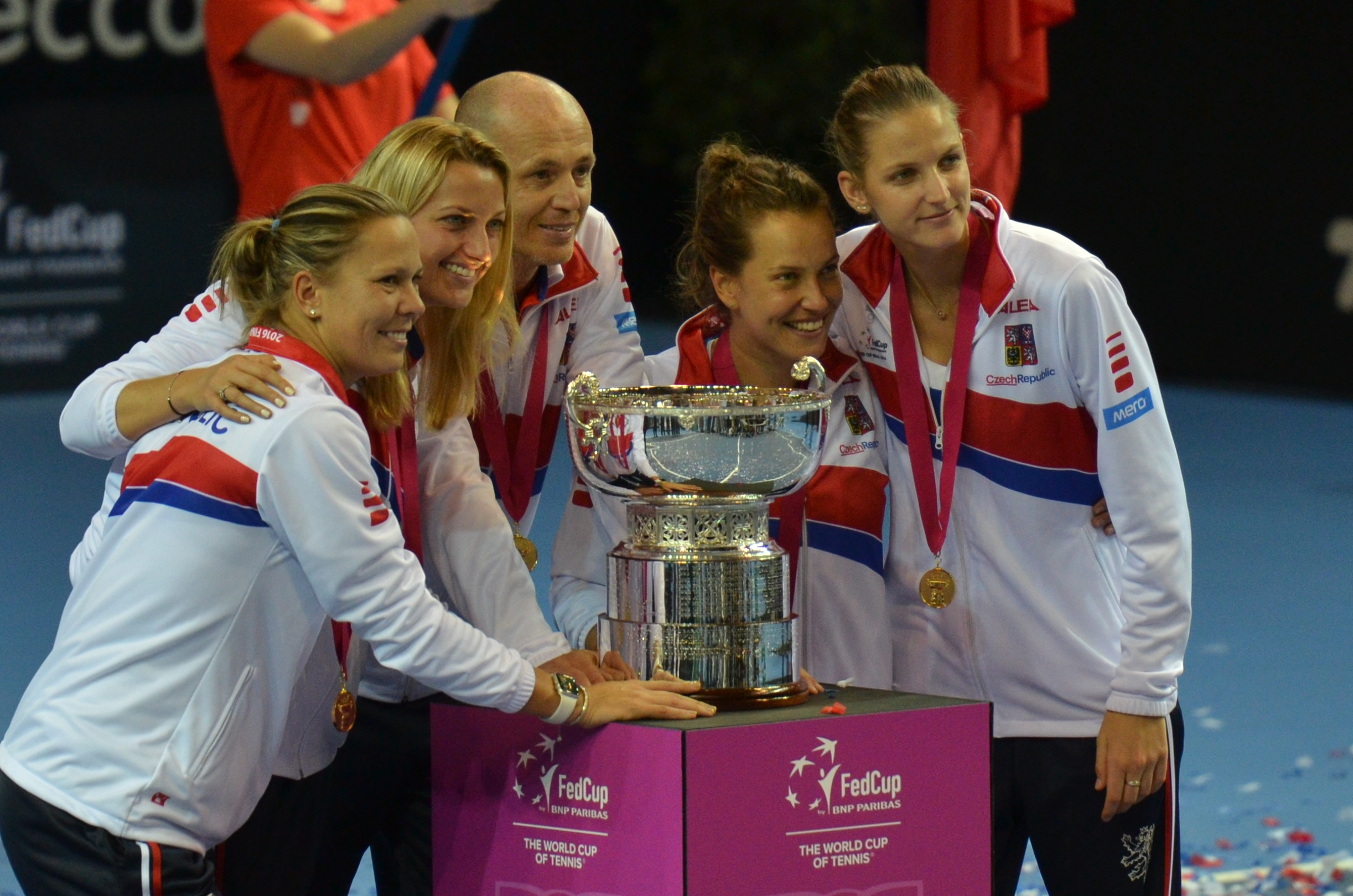
Drużyna Czech – zwycięzca finału Grupy Światowej. Od lewej: Lucie Hradecká, Petra Kvitová, Petr Pála (kapitan), Barbora Strýcová i Karolína Plíšková

Fed Cup 2016 – 54. edycja tenisowego Pucharu Federacji. Zawody odbyły się w następujących terminach:
- 3–7 lutego – pierwsza runda Grupy Światowej oraz Grupy Światowej II, rozgrywki strefowe
- 12–17 kwietnia – półfinały Grupy Światowej, konfrontacje barażowe, rozgrywki strefowe
- 12–13 listopada – finał Grupy Światowej.

## Grupa Światowa
|  |                           |                           |                           |            |         |                         |                         |                         |  |  |                       |                       |                       |
|  | Pierwsza runda 6–7 lutego | Pierwsza runda 6–7 lutego | Pierwsza runda 6–7 lutego |            |         | Półfinał 16–17 kwietnia | Półfinał 16–17 kwietnia | Półfinał 16–17 kwietnia |  |  | Finał 12–13 listopada | Finał 12–13 listopada | Finał 12–13 listopada |
|  | Pierwsza runda 6–7 lutego | Pierwsza runda 6–7 lutego | Pierwsza runda 6–7 lutego |            |         | Półfinał 16–17 kwietnia | Półfinał 16–17 kwietnia | Półfinał 16–17 kwietnia |  |  | Finał 12–13 listopada | Finał 12–13 listopada | Finał 12–13 listopada |
|  |                           |                           |                           |            |         |                         |                         |                         |  |  |                       |                       |                       |
|  |                           |                           |                           |            |         |                         |                         |                         |  |  |                       |                       |                       |
|  | 1                         | Czechy                    | 3                         |            |         |                         |                         |                         |  |  |                       |                       |                       |
|  | 1                         | Czechy                    | 3                         |            |         |                         |                         |                         |  |  |                       |                       |                       |
|  |                           | Rumunia                   | 2                         |            |         |                         |                         |                         |  |  |                       |                       |                       |
|  |                           | Rumunia                   | 2                         |            | 1       | Czechy                  | 3                       |                         |  |  |                       |                       |                       |
|  |                           |                           |                           |            | 1       | Czechy                  | 3                       |                         |  |  |                       |                       |                       |
|  |                           |                           |                           | Szwajcaria | 2       |                         |                         |                         |  |  |                       |                       |                       |
|  |                           | Szwajcaria                | 3                         | Szwajcaria | 2       |                         |                         |                         |  |  |                       |                       |                       |
|  |                           | Szwajcaria                | 3                         |            |         |                         |                         |                         |  |  |                       |                       |                       |
|  | 3                         | Niemcy                    | 2                         |            |         |                         |                         |                         |  |  |                       |                       |                       |
|  | 3                         | Niemcy                    | 2                         |            |         | 1                       | Czechy                  | 3                       |  |  |                       |                       |                       |
|  |                           |                           |                           |            |         |                         |                         |                         |  |  |                       |                       |                       |
|  |                           |                           |                           | Francja    | 2       |                         |                         |                         |  |  |                       |                       |                       |
|  | 4                         | Włochy                    | 1                         | Francja    | 2       |                         |                         |                         |  |  |                       |                       |                       |
|  | 4                         | Włochy                    | 1                         |            |         |                         |                         |                         |  |  |                       |                       |                       |
|  |                           | Francja                   | 4                         |            |         |                         |                         |                         |  |  |                       |                       |                       |
|  |                           | Francja                   | 4                         |            | Francja | Francja                 | 3                       |                         |  |  |                       |                       |                       |
|  |                           |                           |                           |            | Francja | Francja                 | 3                       |                         |  |  |                       |                       |                       |
|  |                           |                           | Holandia                  | Holandia   | 2       |                         |                         |                         |  |  |                       |                       |                       |
|  |                           | Holandia                  | Holandia                  | Holandia   | 2       | 3                       |                         |                         |  |  |                       |                       |                       |
|  |                           | Holandia                  |                           |            |         |                         |                         |                         |  |  |                       |                       |                       |
|  | 2                         | Rosja                     | 1                         |            |         |                         |                         |                         |  |  |                       |                       |                       |
|  | 2                         | Rosja                     | 1                         |            |         |                         |                         |                         |  |  |                       |                       |                       |

### Ćwierćfinały

#### Uczestnicy
| Czechy                                                            | Francja                                                                    | Holandia                                                         | Niemcy                                                         |
| ----------------------------------------------------------------- | -------------------------------------------------------------------------- | ---------------------------------------------------------------- | -------------------------------------------------------------- |
| Petra Kvitová Karolína Plíšková Barbora Strýcová Denisa Allertová | Kristina Mladenovic Caroline Garcia Pauline Parmentier Océane Dodin        | Kiki Bertens Richèl Hogenkamp Cindy Burger Arantxa Rus           | Angelique Kerber Andrea Petković Julia Görges Annika Beck      |
| Rumunia                                                           | Rosja                                                                      | Szwajcaria                                                       | Włochy                                                         |
| Simona Halep Monica Niculescu Andreea Mitu Raluca Olaru           | Marija Szarapowa Swietłana Kuzniecowa Jekatierina Makarowa Darja Kasatkina | Belinda Bencic Timea Bacsinszky Viktorija Golubic Martina Hingis | Sara Errani Camila Giorgi Francesca Schiavone Martina Caregaro |

#### Wyniki

##### Rumunia – Czechy
| Rumunia · 2 | Sala Polivalentă, Kluż-Napoka, Rumunia 6–7 lutego 2016 Twarda (hala) | Sala Polivalentă, Kluż-Napoka, Rumunia 6–7 lutego 2016 Twarda (hala) | Czechy · 3 |     |     |  |
| \| \| \| \| 1 \| 2 \| 3 \| \| \| - \| \| --------------------------------------------------------------- \| ---- \| --- \| --- \| \| \| 1 \| \| Simona Halep Karolína Plíšková \| 7 64 \| 4 6 \| 2 6 \| \| \| 2 \| \| Monica Niculescu Petra Kvitová \| 6 3 \| 6 4 \| \| \| \| 3 \| \| Simona Halep Petra Kvitová \| 6 4 \| 3 6 \| 6 3 \| \| \| 4 \| \| Monica Niculescu Karolína Plíšková \| 4 6 \| 6 4 \| 3 6 \| \| \| 5 \| \| Andreea Mitu / Raluca Olaru Denisa Allertová / Barbora Strýcová \| 2 6 \| 3 6 \| \| \| |                                                                      |                                                                      |            |     |     |  |
| |                                                                      |                                                                      | 1          | 2   | 3   |  |
| 1 | Rumunia · Czechy                                                     | Simona Halep Karolína Plíšková                                       | 7 64       | 4 6 | 2 6 |  |
| 2 | Rumunia · Czechy                                                     | Monica Niculescu Petra Kvitová                                       | 6 3        | 6 4 |     |  |
| 3 | Rumunia · Czechy                                                     | Simona Halep Petra Kvitová                                           | 6 4        | 3 6 | 6 3 |  |
| 4 | Rumunia · Czechy                                                     | Monica Niculescu Karolína Plíšková                                   | 4 6        | 6 4 | 3 6 |  |
| 5 | Rumunia · Czechy                                                     | Andreea Mitu / Raluca Olaru Denisa Allertová / Barbora Strýcová      | 2 6        | 3 6 |     |  |

##### Niemcy – Szwajcaria
| Niemcy · 2 | Leipziger Messe, Lipsk, Niemcy 6–7 lutego 2016 Twarda (hala) | Leipziger Messe, Lipsk, Niemcy 6–7 lutego 2016 Twarda (hala)          | Szwajcaria · 3 |     |   |  |
| \| \| \| \| 1 \| 2 \| 3 \| \| \| - \| \| --------------------------------------------------------------------- \| ---- \| --- \| - \| \| \| 1 \| \| Andrea Petković Belinda Bencic \| 3 6 \| 4 6 \| \| \| \| 2 \| \| Angelique Kerber Timea Bacsinszky \| 6 1 \| 6 3 \| \| \| \| 3 \| \| Annika Beck Timea Bacsinszky \| 7 5 \| 6 4 \| \| \| \| 4 \| \| Angelique Kerber Belinda Bencic \| 64 7 \| 3 6 \| \| \| \| 5 \| \| Andrea Petković / Anna-Lena Grönefeld Belinda Bencic / Martina Hingis \| 3 6 \| 2 6 \| \| \| |                                                              |                                                                       |                |     |   |  |
| |                                                              |                                                                       | 1              | 2   | 3 |  |
| 1 | Niemcy · Szwajcaria                                          | Andrea Petković Belinda Bencic                                        | 3 6            | 4 6 |   |  |
| 2 | Niemcy · Szwajcaria                                          | Angelique Kerber Timea Bacsinszky                                     | 6 1            | 6 3 |   |  |
| 3 | Niemcy · Szwajcaria                                          | Annika Beck Timea Bacsinszky                                          | 7 5            | 6 4 |   |  |
| 4 | Niemcy · Szwajcaria                                          | Angelique Kerber Belinda Bencic                                       | 64 7           | 3 6 |   |  |
| 5 | Niemcy · Szwajcaria                                          | Andrea Petković / Anna-Lena Grönefeld Belinda Bencic / Martina Hingis | 3 6            | 2 6 |   |  |

##### Francja – Włochy
| Francja · 4 | Palais des Sports de Marseille, Marsylia, Francja 6–7 lutego 2016 Twarda (hala) | Palais des Sports de Marseille, Marsylia, Francja 6–7 lutego 2016 Twarda (hala) | Włochy · 1 |     |     |  |
| \| \| \| \| 1 \| 2 \| 3 \| \| \| - \| \| -------------------------------------------------------------------- \| ---- \| --- \| --- \| \| \| 1 \| \| Kristina Mladenovic Camila Giorgi \| 6 1 \| 4 6 \| 1 6 \| \| \| 2 \| \| Caroline Garcia Sara Errani \| 6 3 \| 7 5 \| \| \| \| 3 \| \| Kristina Mladenovic Sara Errani \| 7 64 \| 6 1 \| \| \| \| 4 \| \| Caroline Garcia Camila Giorgi \| 6 3 \| 6 4 \| \| \| \| 5 \| \| Kristina Mladenovic / Caroline Garcia Martina Caregaro / Sara Errani \| 6 0 \| 6 1 \| \| \| |                                                                                 |                                                                                 |            |     |     |  |
| |                                                                                 |                                                                                 | 1          | 2   | 3   |  |
| 1 | Francja · Włochy                                                                | Kristina Mladenovic Camila Giorgi                                               | 6 1        | 4 6 | 1 6 |  |
| 2 | Francja · Włochy                                                                | Caroline Garcia Sara Errani                                                     | 6 3        | 7 5 |     |  |
| 3 | Francja · Włochy                                                                | Kristina Mladenovic Sara Errani                                                 | 7 64       | 6 1 |     |  |
| 4 | Francja · Włochy                                                                | Caroline Garcia Camila Giorgi                                                   | 6 3        | 6 4 |     |  |
| 5 | Francja · Włochy                                                                | Kristina Mladenovic / Caroline Garcia Martina Caregaro / Sara Errani            | 6 0        | 6 1 |     |  |

##### Rosja – Holandia
| Rosja · 1 | Olimpijskij, Moskwa, Rosja 6–7 lutego 2016 Twarda (hala) | Olimpijskij, Moskwa, Rosja 6–7 lutego 2016 Twarda (hala)          | Holandia · 3 |     |      |               |
| \| \| \| \| 1 \| 2 \| 3 \| \| \| - \| \| ----------------------------------------------------------------- \| ---- \| --- \| ---- \| ------------- \| \| 1 \| \| Jekatierina Makarowa Kiki Bertens \| 3 6 \| 4 6 \| \| \| \| 2 \| \| Swietłana Kuzniecowa Richèl Hogenkamp \| 64 7 \| 7 5 \| 8 10 \| \| \| 3 \| \| Swietłana Kuzniecowa Kiki Bertens \| 1 6 \| 4 6 \| \| \| \| 4 \| \| Jekatierina Makarowa Richèl Hogenkamp \| \| \| \| nie rozegrano \| \| 5 \| \| Darja Kasatkina / Jekatierina Makarowa Cindy Burger / Arantxa Rus \| 6 0 \| 6 2 \| \| \| |                                                          |                                                                   |              |     |      |               |
| |                                                          |                                                                   | 1            | 2   | 3    |               |
| 1 | Rosja · Holandia                                         | Jekatierina Makarowa Kiki Bertens                                 | 3 6          | 4 6 |      |               |
| 2 | Rosja · Holandia                                         | Swietłana Kuzniecowa Richèl Hogenkamp                             | 64 7         | 7 5 | 8 10 |               |
| 3 | Rosja · Holandia                                         | Swietłana Kuzniecowa Kiki Bertens                                 | 1 6          | 4 6 |      |               |
| 4 | Rosja · Holandia                                         | Jekatierina Makarowa Richèl Hogenkamp                             |              |     |      | nie rozegrano |
| 5 | Rosja · Holandia                                         | Darja Kasatkina / Jekatierina Makarowa Cindy Burger / Arantxa Rus | 6 0          | 6 2 |      |               |

### Półfinały

#### Uczestnicy
| Czechy                                                             | Francja                                                             | Holandia                                               | Szwajcaria                                        |
| ------------------------------------------------------------------ | ------------------------------------------------------------------- | ------------------------------------------------------ | ------------------------------------------------- |
| Denisa Allertová Lucie Hradecká Karolína Plíšková Barbora Strýcová | Alizé Cornet Caroline Garcia Kristina Mladenovic Pauline Parmentier | Kiki Bertens Cindy Burger Richèl Hogenkamp Arantxa Rus | Timea Bacsinszky Viktorija Golubic Martina Hingis |

#### Wyniki

##### Szwajcaria – Czechy
| Szwajcaria · 2 | Messe Luzern, Lucerna, Szwajcaria 16–17 kwietnia 2016 Twarda (hala) | Messe Luzern, Lucerna, Szwajcaria 16–17 kwietnia 2016 Twarda (hala)   | Czechy · 3 |       |     |  |
| \| \| \| \| 1 \| 2 \| 3 \| \| \| - \| \| --------------------------------------------------------------------- \| --- \| ----- \| --- \| \| \| 1 \| \| Timea Bacsinszky Barbora Strýcová \| 0 6 \| 2 6 \| \| \| \| 2 \| \| Viktorija Golubic Karolína Plíšková \| 3 6 \| 6 4 \| 6 4 \| \| \| 3 \| \| Timea Bacsinszky Karolína Plíšková \| 4 6 \| 2 6 \| \| \| \| 4 \| \| Viktorija Golubic Barbora Strýcová \| 3 6 \| 78 66 \| 6 1 \| \| \| 5 \| \| Viktorija Golubic / Martina Hingis Lucie Hradecká / Karolína Plíšková \| 2 6 \| 2 6 \| \| \| |                                                                     |                                                                       |            |       |     |  |
| |                                                                     |                                                                       | 1          | 2     | 3   |  |
| 1 | Szwajcaria · Czechy                                                 | Timea Bacsinszky Barbora Strýcová                                     | 0 6        | 2 6   |     |  |
| 2 | Szwajcaria · Czechy                                                 | Viktorija Golubic Karolína Plíšková                                   | 3 6        | 6 4   | 6 4 |  |
| 3 | Szwajcaria · Czechy                                                 | Timea Bacsinszky Karolína Plíšková                                    | 4 6        | 2 6   |     |  |
| 4 | Szwajcaria · Czechy                                                 | Viktorija Golubic Barbora Strýcová                                    | 3 6        | 78 66 | 6 1 |  |
| 5 | Szwajcaria · Czechy                                                 | Viktorija Golubic / Martina Hingis Lucie Hradecká / Karolína Plíšková | 2 6        | 2 6   |     |  |

##### Francja – Holandia
| Francja · 3 | Arena Loire, Trélazé, Francja 16–17 kwietnia 2016 Ceglana (hala) | Arena Loire, Trélazé, Francja 16–17 kwietnia 2016 Ceglana (hala)      | Holandia · 2 |     |     |  |
| \| \| \| \| 1 \| 2 \| 3 \| \| \| - \| \| --------------------------------------------------------------------- \| --- \| --- \| --- \| \| \| 1 \| \| Caroline Garcia Kiki Bertens \| 4 6 \| 2 6 \| \| \| \| 2 \| \| Kristina Mladenovic Richèl Hogenkamp \| 6 2 \| 6 4 \| \| \| \| 3 \| \| Kristina Mladenovic Kiki Bertens \| 5 7 \| 4 6 \| \| \| \| 4 \| \| Caroline Garcia Arantxa Rus \| 6 3 \| 6 4 \| \| \| \| 5 \| \| Caroline Garcia / Kristina Mladenovic Kiki Bertens / Richèl Hogenkamp \| 4 6 \| 6 3 \| 6 3 \| \| |                                                                  |                                                                       |              |     |     |  |
| |                                                                  |                                                                       | 1            | 2   | 3   |  |
| 1 | Francja · Holandia                                               | Caroline Garcia Kiki Bertens                                          | 4 6          | 2 6 |     |  |
| 2 | Francja · Holandia                                               | Kristina Mladenovic Richèl Hogenkamp                                  | 6 2          | 6 4 |     |  |
| 3 | Francja · Holandia                                               | Kristina Mladenovic Kiki Bertens                                      | 5 7          | 4 6 |     |  |
| 4 | Francja · Holandia                                               | Caroline Garcia Arantxa Rus                                           | 6 3          | 6 4 |     |  |
| 5 | Francja · Holandia                                               | Caroline Garcia / Kristina Mladenovic Kiki Bertens / Richèl Hogenkamp | 4 6          | 6 3 | 6 3 |  |

### Finał

#### Uczestnicy
| Czechy                                                          | Francja                                                             |
| --------------------------------------------------------------- | ------------------------------------------------------------------- |
| Karolína Plíšková Petra Kvitová Barbora Strýcová Lucie Hradecká | Caroline Garcia Kristina Mladenovic Alizé Cornet Pauline Parmentier |

#### Wynik

##### Francja – Czechy
| Francja · 2 | Strasburg, Francja 12–13 listopada 2016 | Strasburg, Francja 12–13 listopada 2016                                    | Czechy · 3 |      |       |  |
| \| \| \| \| 1 \| 2 \| 3 \| \| \| - \| \| -------------------------------------------------------------------------- \| ----- \| ---- \| ----- \| \| \| 1 \| \| Kristina Mladenovic Karolína Plíšková \| 3 6 \| 6 4 \| 14 16 \| \| \| 2 \| \| Caroline Garcia Petra Kvitová \| 78 66 \| 6 3 \| \| \| \| 3 \| \| Caroline Garcia Karolína Plíšková \| 6 3 \| 3 6 \| 6 3 \| \| \| 4 \| \| Alizé Cornet Barbora Strýcová \| 2 6 \| 64 7 \| \| \| \| 5 \| \| Caroline Garcia / Kristina Mladenovic Karolína Plíšková / Barbora Strýcová \| 5 7 \| 5 7 \| \| \| |                                         |                                                                            |            |      |       |  |
| |                                         |                                                                            | 1          | 2    | 3     |  |
| 1 | Francja · Czechy                        | Kristina Mladenovic Karolína Plíšková                                      | 3 6        | 6 4  | 14 16 |  |
| 2 | Francja · Czechy                        | Caroline Garcia Petra Kvitová                                              | 78 66      | 6 3  |       |  |
| 3 | Francja · Czechy                        | Caroline Garcia Karolína Plíšková                                          | 6 3        | 3 6  | 6 3   |  |
| 4 | Francja · Czechy                        | Alizé Cornet Barbora Strýcová                                              | 2 6        | 64 7 |       |  |
| 5 | Francja · Czechy                        | Caroline Garcia / Kristina Mladenovic Karolína Plíšková / Barbora Strýcová | 5 7        | 5 7  |       |  |

## Baraże o Grupę Światową
Przegrane drużyny z I rundy Grupy Światowej stworzą z wygranymi drużynami I rundy Grupy Światowej II pary barażowe. Zwycięskie zespoły wezmą udział w przyszłorocznej edycji Pucharu Federacji w Grupie Światowej.

### Uczestnicy
| Rozstawieni                                                             | Rozstawieni                                                                       | Rozstawieni                                                                | Rozstawieni                                                         |
| Australia                                                               | Niemcy                                                                            | Rosja                                                                      | Włochy                                                              |
| ----------------------------------------------------------------------- | --------------------------------------------------------------------------------- | -------------------------------------------------------------------------- | ------------------------------------------------------------------- |
| Casey Dellacqua Darja Gawriłowa Arina Rodionowa Samantha Stosur         | Annika Beck Julia Görges Angelique Kerber Andrea Petković                         | Margarita Gasparian Darja Kasatkina Jelizawieta Kuliczkowa Jelena Wiesnina | Sara Errani Karin Knapp Francesca Schiavone Roberta Vinci           |
| Nierozstawieni                                                          |                                                                                   |                                                                            |                                                                     |
| Białoruś                                                                | Hiszpania                                                                         | Rumunia                                                                    | Stany Zjednoczone                                                   |
| Wiktoryja Azaranka Wolha Hawarcowa Aryna Sabalenka Alaksandra Sasnowicz | Anabel Medina Garrigues Garbiñe Muguruza Sara Sorribes Tormo Carla Suárez Navarro | Irina-Camelia Begu Alexandra Dulgheru Simona Halep Monica Niculescu        | Madison Keys Bethanie Mattek-Sands Christina McHale Coco Vandeweghe |

#### Wyniki

##### Rosja – Białoruś
| Rosja · 2 | Małaja sportiwnaja arena Łużniki, Moskwa, Rosja 16–17 kwietnia 2016 Ceglana (hala) | Małaja sportiwnaja arena Łużniki, Moskwa, Rosja 16–17 kwietnia 2016 Ceglana (hala) | Białoruś · 3 |     |     |  |
| \| \| \| \| 1 \| 2 \| 3 \| \| \| - \| \| ------------------------------------------------------------------- \| --- \| --- \| --- \| \| \| 1 \| \| Darja Kasatkina Alaksandra Sasnowicz \| 6 3 \| 3 6 \| 6 1 \| \| \| 2 \| \| Margarita Gasparian Wiktoryja Azaranka \| 2 6 \| 3 6 \| \| \| \| 3 \| \| Darja Kasatkina Wiktoryja Azaranka \| 2 6 \| 7 5 \| 3 6 \| \| \| 4 \| \| Margarita Gasparian Alaksandra Sasnowicz \| 6 4 \| 1 6 \| 5 7 \| \| \| 5 \| \| Darja Kasatkina / Jelena Wiesnina Wolha Hawarcowa / Aryna Sabalenka \| 6 4 \| 6 2 \| \| \| |                                                                                    |                                                                                    |              |     |     |  |
| |                                                                                    |                                                                                    | 1            | 2   | 3   |  |
| 1 | Rosja · Białoruś                                                                   | Darja Kasatkina Alaksandra Sasnowicz                                               | 6 3          | 3 6 | 6 1 |  |
| 2 | Rosja · Białoruś                                                                   | Margarita Gasparian Wiktoryja Azaranka                                             | 2 6          | 3 6 |     |  |
| 3 | Rosja · Białoruś                                                                   | Darja Kasatkina Wiktoryja Azaranka                                                 | 2 6          | 7 5 | 3 6 |  |
| 4 | Rosja · Białoruś                                                                   | Margarita Gasparian Alaksandra Sasnowicz                                           | 6 4          | 1 6 | 5 7 |  |
| 5 | Rosja · Białoruś                                                                   | Darja Kasatkina / Jelena Wiesnina Wolha Hawarcowa / Aryna Sabalenka                | 6 4          | 6 2 |     |  |

##### Hiszpania – Włochy
| Hiszpania · 4 | Club de Tennis Lleida, Lleida, Hiszpania 16–17 kwietnia 2016 Ceglana | Club de Tennis Lleida, Lleida, Hiszpania 16–17 kwietnia 2016 Ceglana            | Włochy · 0 |     |   |               |
| \| \| \| \| 1 \| 2 \| 3 \| \| \| - \| \| ------------------------------------------------------------------------------- \| ---- \| --- \| - \| ------------- \| \| 1 \| \| Garbiñe Muguruza Francesca Schiavone \| 7 64 \| 6 0 \| \| \| \| 2 \| \| Carla Suárez Navarro Roberta Vinci \| 6 1 \| 6 1 \| \| \| \| 3 \| \| Garbiñe Muguruza Roberta Vinci \| 6 2 \| 6 2 \| \| \| \| 4 \| \| Carla Suárez Navarro Francesca Schiavone \| \| \| \| nie rozegrano \| \| 5 \| \| Anabel Medina Garrigues / Sara Sorribes Tormo Karin Knapp / Francesca Schiavone \| 1 \| \| \| krecz \| |                                                                      |                                                                                 |            |     |   |               |
| |                                                                      |                                                                                 | 1          | 2   | 3 |               |
| 1 | Hiszpania · Włochy                                                   | Garbiñe Muguruza Francesca Schiavone                                            | 7 64       | 6 0 |   |               |
| 2 | Hiszpania · Włochy                                                   | Carla Suárez Navarro Roberta Vinci                                              | 6 1        | 6 1 |   |               |
| 3 | Hiszpania · Włochy                                                   | Garbiñe Muguruza Roberta Vinci                                                  | 6 2        | 6 2 |   |               |
| 4 | Hiszpania · Włochy                                                   | Carla Suárez Navarro Francesca Schiavone                                        |            |     |   | nie rozegrano |
| 5 | Hiszpania · Włochy                                                   | Anabel Medina Garrigues / Sara Sorribes Tormo Karin Knapp / Francesca Schiavone | 1          |     |   | krecz         |

##### Rumunia – Niemcy
| Rumunia · 1 | Sala Polivalentă, Kluż-Napoka, Rumunia 16–17 kwietnia 2016 Ceglana (hala) | Sala Polivalentă, Kluż-Napoka, Rumunia 16–17 kwietnia 2016 Ceglana (hala) | Niemcy · 4 |      |      |  |
| \| \| \| \| 1 \| 2 \| 3 \| \| \| - \| \| ------------------------------------------------------------------ \| ---- \| ---- \| ---- \| \| \| 1 \| \| Irina-Camelia Begu Angelique Kerber \| 2 6 \| 3 6 \| \| \| \| 2 \| \| Simona Halep Andrea Petković \| 6 4 \| 65 7 \| 6 4 \| \| \| 3 \| \| Simona Halep Angelique Kerber \| 2 6 \| 2 6 \| \| \| \| 4 \| \| Monica Niculescu Andrea Petković \| 6 0 \| 61 7 \| 3 6 \| \| \| 5 \| \| Irina-Camelia Begu / Alexandra Dulgheru Annika Beck / Julia Görges \| 7 65 \| 64 7 \| 7 10 \| \| |                                                                           |                                                                           |            |      |      |  |
| |                                                                           |                                                                           | 1          | 2    | 3    |  |
| 1 | Rumunia · Niemcy                                                          | Irina-Camelia Begu Angelique Kerber                                       | 2 6        | 3 6  |      |  |
| 2 | Rumunia · Niemcy                                                          | Simona Halep Andrea Petković                                              | 6 4        | 65 7 | 6 4  |  |
| 3 | Rumunia · Niemcy                                                          | Simona Halep Angelique Kerber                                             | 2 6        | 2 6  |      |  |
| 4 | Rumunia · Niemcy                                                          | Monica Niculescu Andrea Petković                                          | 6 0        | 61 7 | 3 6  |  |
| 5 | Rumunia · Niemcy                                                          | Irina-Camelia Begu / Alexandra Dulgheru Annika Beck / Julia Görges        | 7 65       | 64 7 | 7 10 |  |

##### Australia – Stany Zjednoczone
| Australia · 0 | Queensland Tennis Centre, Brisbane, Australia 16–17 kwietnia 2016 Ceglana | Queensland Tennis Centre, Brisbane, Australia 16–17 kwietnia 2016 Ceglana | Stany Zjednoczone · 4 |     |     |               |
| \| \| \| \| 1 \| 2 \| 3 \| \| \| - \| \| ------------------------------------------------------------------------- \| --- \| --- \| --- \| ------------- \| \| 1 \| \| Darja Gawriłowa Madison Keys \| 4 6 \| 2 6 \| \| \| \| 2 \| \| Samantha Stosur Christina McHale \| 6 3 \| 1 6 \| 5 7 \| \| \| 3 \| \| Samantha Stosur Coco Vandeweghe \| 6 2 \| 5 7 \| 4 6 \| \| \| 4 \| \| Darja Gawriłowa Christina McHale \| \| \| \| nie rozegrano \| \| 5 \| \| Darja Gawriłowa / Arina Rodionowa Bethanie Mattek-Sands / Coco Vandeweghe \| 1 6 \| 4 6 \| \| \| |                                                                           |                                                                           |                       |     |     |               |
| |                                                                           |                                                                           | 1                     | 2   | 3   |               |
| 1 | Australia · Stany Zjednoczone                                             | Darja Gawriłowa Madison Keys                                              | 4 6                   | 2 6 |     |               |
| 2 | Australia · Stany Zjednoczone                                             | Samantha Stosur Christina McHale                                          | 6 3                   | 1 6 | 5 7 |               |
| 3 | Australia · Stany Zjednoczone                                             | Samantha Stosur Coco Vandeweghe                                           | 6 2                   | 5 7 | 4 6 |               |
| 4 | Australia · Stany Zjednoczone                                             | Darja Gawriłowa Christina McHale                                          |                       |     |     | nie rozegrano |
| 5 | Australia · Stany Zjednoczone                                             | Darja Gawriłowa / Arina Rodionowa Bethanie Mattek-Sands / Coco Vandeweghe | 1 6                   | 4 6 |     |               |

## Grupa Światowa II

### Uczestnicy
| Australia                                                        | Białoruś                                                           | Hiszpania                                                                      | Kanada                                                               |
| ---------------------------------------------------------------- | ------------------------------------------------------------------ | ------------------------------------------------------------------------------ | -------------------------------------------------------------------- |
| Samantha Stosur Casey Dellacqua Arina Rodionowa Kimberly Birrell | Wolha Hawarcowa Alaksandra Sasnowicz Wiera Łapko Nika Shytkouskaya | Garbiñe Muguruza Carla Suárez Navarro Lara Arruabarrena Lourdes Domínguez Lino | Carol Zhao Gabriela Dabrowski Françoise Abanda Aleksandra Wozniak    |
| Polska                                                           | Serbia                                                             | Słowacja                                                                       | Stany Zjednoczone                                                    |
| Magda Linette Paula Kania Alicja Rosolska Klaudia Jans-Ignacik   | Jelena Janković Bojana Jovanovski Ivana Jorović Nina Stojanović    | Anna Schmiedlová Dominika Cibulková Daniela Hantuchová Jana Čepelová           | Venus Williams Sloane Stephens Coco Vandeweghe Bethanie Mattek-Sands |

#### Wyniki

##### Słowacja – Australia
| Słowacja · 2 | Aegon Arena, Bratysława, Słowacja 6–7 lutego 2016 Twarda (hala) | Aegon Arena, Bratysława, Słowacja 6–7 lutego 2016 Twarda (hala)      | Australia · 3 |     |     |  |
| \| \| \| \| 1 \| 2 \| 3 \| \| \| - \| \| -------------------------------------------------------------------- \| ---- \| --- \| --- \| \| \| 1 \| \| Anna Schmiedlová Arina Rodionowa \| 5 7 \| 7 5 \| 6 0 \| \| \| 2 \| \| Jana Čepelová Samantha Stosur \| 3 6 \| 4 6 \| \| \| \| 3 \| \| Anna Schmiedlová Samantha Stosur \| 65 7 \| 5 7 \| \| \| \| 4 \| \| Dominika Cibulková Kimberly Birrell \| 6 3 \| 6 1 \| \| \| \| 5 \| \| Jana Čepelová / Daniela Hantuchová Casey Dellacqua / Samantha Stosur \| 7 5 \| 1 6 \| 2 6 \| \| |                                                                 |                                                                      |               |     |     |  |
| |                                                                 |                                                                      | 1             | 2   | 3   |  |
| 1 | Słowacja · Australia                                            | Anna Schmiedlová Arina Rodionowa                                     | 5 7           | 7 5 | 6 0 |  |
| 2 | Słowacja · Australia                                            | Jana Čepelová Samantha Stosur                                        | 3 6           | 4 6 |     |  |
| 3 | Słowacja · Australia                                            | Anna Schmiedlová Samantha Stosur                                     | 65 7          | 5 7 |     |  |
| 4 | Słowacja · Australia                                            | Dominika Cibulková Kimberly Birrell                                  | 6 3           | 6 1 |     |  |
| 5 | Słowacja · Australia                                            | Jana Čepelová / Daniela Hantuchová Casey Dellacqua / Samantha Stosur | 7 5           | 1 6 | 2 6 |  |

##### Kanada – Białoruś
| Kanada · 2 | PEPS, Québec, Kanada 6–7 lutego 2016 Twarda (hala) | PEPS, Québec, Kanada 6–7 lutego 2016 Twarda (hala)                     | Białoruś · 3 |     |     |  |
| \| \| \| \| 1 \| 2 \| 3 \| \| \| - \| \| ---------------------------------------------------------------------- \| --- \| --- \| --- \| \| \| 1 \| \| Françoise Abanda Alaksandra Sasnowicz \| 4 6 \| 6 2 \| 3 6 \| \| \| 2 \| \| Aleksandra Wozniak Wolha Hawarcowa \| 6 2 \| 6 2 \| \| \| \| 3 \| \| Françoise Abanda Wolha Hawarcowa \| 6 4 \| 6 4 \| \| \| \| 4 \| \| Aleksandra Wozniak Alaksandra Sasnowicz \| 4 6 \| 4 6 \| \| \| \| 5 \| \| Gabriela Dabrowski / Carol Zhao Wolha Hawarcowa / Alaksandra Sasnowicz \| 2 6 \| 4 6 \| \| \| |                                                    |                                                                        |              |     |     |  |
| |                                                    |                                                                        | 1            | 2   | 3   |  |
| 1 | Kanada · Białoruś                                  | Françoise Abanda Alaksandra Sasnowicz                                  | 4 6          | 6 2 | 3 6 |  |
| 2 | Kanada · Białoruś                                  | Aleksandra Wozniak Wolha Hawarcowa                                     | 6 2          | 6 2 |     |  |
| 3 | Kanada · Białoruś                                  | Françoise Abanda Wolha Hawarcowa                                       | 6 4          | 6 4 |     |  |
| 4 | Kanada · Białoruś                                  | Aleksandra Wozniak Alaksandra Sasnowicz                                | 4 6          | 4 6 |     |  |
| 5 | Kanada · Białoruś                                  | Gabriela Dabrowski / Carol Zhao Wolha Hawarcowa / Alaksandra Sasnowicz | 2 6          | 4 6 |     |  |

##### Stany Zjednoczone – Polska
| Stany Zjednoczone · 4 | Holua Tennis Center, Kailua Kona, Stany Zjednoczone 6–7 lutego 2016 Twarda | Holua Tennis Center, Kailua Kona, Stany Zjednoczone 6–7 lutego 2016 Twarda | Polska · 0 |     |   |               |
| \| \| \| \| 1 \| 2 \| 3 \| \| \| - \| \| -------------------------------------------------------------------------- \| --- \| --- \| - \| ------------- \| \| 1 \| \| Sloane Stephens Magda Linette \| 6 2 \| 6 4 \| \| \| \| 2 \| \| Venus Williams Paula Kania \| 7 5 \| 6 2 \| \| \| \| 3 \| \| Venus Williams Magda Linette \| 6 1 \| 6 2 \| \| \| \| 4 \| \| Sloane Stephens Paula Kania \| \| \| \| nie rozegrano \| \| 5 \| \| Bethanie Mattek-Sands / Coco Vandeweghe Klaudia Jans-Ignacik / Paula Kania \| 6 1 \| 7 5 \| \| \| |                                                                            |                                                                            |            |     |   |               |
| |                                                                            |                                                                            | 1          | 2   | 3 |               |
| 1 | Stany Zjednoczone · Polska                                                 | Sloane Stephens Magda Linette                                              | 6 2        | 6 4 |   |               |
| 2 | Stany Zjednoczone · Polska                                                 | Venus Williams Paula Kania                                                 | 7 5        | 6 2 |   |               |
| 3 | Stany Zjednoczone · Polska                                                 | Venus Williams Magda Linette                                               | 6 1        | 6 2 |   |               |
| 4 | Stany Zjednoczone · Polska                                                 | Sloane Stephens Paula Kania                                                |            |     |   | nie rozegrano |
| 5 | Stany Zjednoczone · Polska                                                 | Bethanie Mattek-Sands / Coco Vandeweghe Klaudia Jans-Ignacik / Paula Kania | 6 1        | 7 5 |   |               |

##### Serbia – Hiszpania
| Serbia · 0 | Kraljevo Sports Centre, Kraljevo, Serbia 6–7 lutego 2016 Twarda (hala) | Kraljevo Sports Centre, Kraljevo, Serbia 6–7 lutego 2016 Twarda (hala)     | Hiszpania · 4 |      |      |               |
| \| \| \| \| 1 \| 2 \| 3 \| \| \| - \| \| -------------------------------------------------------------------------- \| --- \| ---- \| ---- \| ------------- \| \| 1 \| \| Ivana Jorović Garbiñe Muguruza \| 3 6 \| 1 6 \| \| \| \| 2 \| \| Jelena Janković Carla Suárez Navarro \| 4 6 \| 2 6 \| \| \| \| 3 \| \| Jelena Janković Garbiñe Muguruza \| 3 6 \| 4 6 \| \| \| \| 4 \| \| Bojana Jovanovski Carla Suárez Navarro \| \| \| \| nie rozegrano \| \| 5 \| \| Ivana Jorović / Nina Stojanović Lara Arruabarrena / Lourdes Domínguez Lino \| 6 4 \| 6 78 \| 7 10 \| \| |                                                                        |                                                                            |               |      |      |               |
| |                                                                        |                                                                            | 1             | 2    | 3    |               |
| 1 | Serbia · Hiszpania                                                     | Ivana Jorović Garbiñe Muguruza                                             | 3 6           | 1 6  |      |               |
| 2 | Serbia · Hiszpania                                                     | Jelena Janković Carla Suárez Navarro                                       | 4 6           | 2 6  |      |               |
| 3 | Serbia · Hiszpania                                                     | Jelena Janković Garbiñe Muguruza                                           | 3 6           | 4 6  |      |               |
| 4 | Serbia · Hiszpania                                                     | Bojana Jovanovski Carla Suárez Navarro                                     |               |      |      | nie rozegrano |
| 5 | Serbia · Hiszpania                                                     | Ivana Jorović / Nina Stojanović Lara Arruabarrena / Lourdes Domínguez Lino | 6 4           | 6 78 | 7 10 |               |

## Baraże o Grupę Światową II
Cztery przegrane zespoły z Grupy Światowej I zmierzyły się ze zwycięzcami grupy I w poszczególnych strefach kontynentalnych. Zwycięskie zespoły wezmą udział w przyszłorocznej edycji Pucharu Federacji w Grupie Światowej II.

### Uczestnicy
| Rozstawieni                                                              | Rozstawieni                                                                     | Rozstawieni                                                         | Rozstawieni                                                     |
| Argentyna                                                                | Kanada                                                                          | Polska                                                              | Serbia                                                          |
| ------------------------------------------------------------------------ | ------------------------------------------------------------------------------- | ------------------------------------------------------------------- | --------------------------------------------------------------- |
| Maria Lourdes Carle María Irigoyen Guadalupe Pérez Rojas Nadia Podoroska | Francoise Abanda Sharon Fichman Charlotte Robillard-Millette Aleksandra Wozniak | Magdalena Fręch Klaudia Jans-Ignacik Paula Kania Katarzyna Kawa     | Jovana Jakšić Ivana Jorović Aleksandra Krunić Nina Stojanović   |
| Nierozstawieni                                                           |                                                                                 |                                                                     |                                                                 |
| Belgia                                                                   | Chińskie Tajpej                                                                 | Słowacja                                                            | Ukraina                                                         |
| Ysaline Bonaventure Kirsten Flipkens An-Sophie Mestach Yanina Wickmayer  | Chuang Chia-jung Chan Chin-wei Hsu Ching-wen Lee Ya-hsuan                       | Jana Čepelová Dominika Cibulková Tereza Mihalíková Anna Schmiedlová | Kateryna Bondarenko Łesia Curenko Ludmyła Kiczenok Olha Sawczuk |

#### Wyniki

##### Serbia – Belgia
| Serbia · 2 | Hala Pionir, Belgrad, Serbia 16–17 kwietnia 2016 Ceglana (hala) | Hala Pionir, Belgrad, Serbia 16–17 kwietnia 2016 Ceglana (hala)         | Belgia · 3 |        |      |  |
| \| \| \| \| 1 \| 2 \| 3 \| \| \| - \| \| ----------------------------------------------------------------------- \| ------ \| ------ \| ---- \| \| \| 1 \| \| Aleksandra Krunić Kirsten Flipkens \| 6 4 \| 710 68 \| \| \| \| 2 \| \| Jovana Jakšić Yanina Wickmayer \| 5 7 \| 0 6 \| \| \| \| 3 \| \| Aleksandra Krunić Yanina Wickmayer \| 6 1 \| 5 7 \| 6 8 \| \| \| 4 \| \| Ivana Jorović Kirsten Flipkens \| 68 710 \| 4 6 \| \| \| \| 5 \| \| Jovana Jakšić / Nina Stojanović Ysaline Bonaventure / An-Sophie Mestach \| 4 6 \| 6 0 \| 10 5 \| \| |                                                                 |                                                                         |            |        |      |  |
| |                                                                 |                                                                         | 1          | 2      | 3    |  |
| 1 | Serbia · Belgia                                                 | Aleksandra Krunić Kirsten Flipkens                                      | 6 4        | 710 68 |      |  |
| 2 | Serbia · Belgia                                                 | Jovana Jakšić Yanina Wickmayer                                          | 5 7        | 0 6    |      |  |
| 3 | Serbia · Belgia                                                 | Aleksandra Krunić Yanina Wickmayer                                      | 6 1        | 5 7    | 6 8  |  |
| 4 | Serbia · Belgia                                                 | Ivana Jorović Kirsten Flipkens                                          | 68 710     | 4 6    |      |  |
| 5 | Serbia · Belgia                                                 | Jovana Jakšić / Nina Stojanović Ysaline Bonaventure / An-Sophie Mestach | 4 6        | 6 0    | 10 5 |  |

##### Słowacja – Kanada
| Słowacja · 3 | Aegon Arena, Bratysława, Słowacja 16–17 kwietnia 2016 Ceglana (hala) | Aegon Arena, Bratysława, Słowacja 16–17 kwietnia 2016 Ceglana (hala)            | Kanada · 2 |     |      |  |
| \| \| \| \| 1 \| 2 \| 3 \| \| \| - \| \| ------------------------------------------------------------------------------- \| --- \| --- \| ---- \| \| \| 1 \| \| Dominika Cibulková Francoise Abanda \| 4 6 \| 6 3 \| 6 1 \| \| \| 2 \| \| Anna Schmiedlová Aleksandra Wozniak \| 6 4 \| 4 6 \| 6 4 \| \| \| 3 \| \| Jana Čepelová Francoise Abanda \| 5 7 \| 2 6 \| \| \| \| 4 \| \| Dominika Cibulková Aleksandra Wozniak \| 6 2 \| 6 0 \| \| \| \| 5 \| \| Jana Čepelová / Tereza Mihalíková Sharon Fichman / Charlotte Robillard-Millette \| 3 6 \| 6 0 \| 8 10 \| \| |                                                                      |                                                                                 |            |     |      |  |
| |                                                                      |                                                                                 | 1          | 2   | 3    |  |
| 1 | Słowacja · Kanada                                                    | Dominika Cibulková Francoise Abanda                                             | 4 6        | 6 3 | 6 1  |  |
| 2 | Słowacja · Kanada                                                    | Anna Schmiedlová Aleksandra Wozniak                                             | 6 4        | 4 6 | 6 4  |  |
| 3 | Słowacja · Kanada                                                    | Jana Čepelová Francoise Abanda                                                  | 5 7        | 2 6 |      |  |
| 4 | Słowacja · Kanada                                                    | Dominika Cibulková Aleksandra Wozniak                                           | 6 2        | 6 0 |      |  |
| 5 | Słowacja · Kanada                                                    | Jana Čepelová / Tereza Mihalíková Sharon Fichman / Charlotte Robillard-Millette | 3 6        | 6 0 | 8 10 |  |

##### Polska – Chińskie Tajpej
| Polska · 1 | Hala sportowo-widowiskowa, Inowrocław, Polska 16–17 kwietnia 2016 Twarda (hala) | Hala sportowo-widowiskowa, Inowrocław, Polska 16–17 kwietnia 2016 Twarda (hala) | Chińskie Tajpej · 4 |      |     |  |
| \| \| \| \| 1 \| 2 \| 3 \| \| \| - \| \| ---------------------------------------------------------------------- \| --- \| ---- \| --- \| \| \| 1 \| \| Paula Kania Hsu Ching-wen \| 3 6 \| 4 6 \| \| \| \| 2 \| \| Magdalena Fręch Lee Ya-hsuan \| 4 6 \| 6 0 \| 6 2 \| \| \| 3 \| \| Paula Kania Lee Ya-hsuan \| 6 2 \| 3 6 \| 7 9 \| \| \| 4 \| \| Magdalena Fręch Hsu Ching-wen \| 2 6 \| 6 4 \| 3 6 \| \| \| 5 \| \| Klaudia Jans-Ignacik / Katarzyna Kawa Chan Chin-wei / Chuang Chia-jung \| 2 6 \| 61 7 \| \| \| |                                                                                 |                                                                                 |                     |      |     |  |
| |                                                                                 |                                                                                 | 1                   | 2    | 3   |  |
| 1 | Polska                                                                          | Paula Kania Hsu Ching-wen                                                       | 3 6                 | 4 6  |     |  |
| 2 | Polska                                                                          | Magdalena Fręch Lee Ya-hsuan                                                    | 4 6                 | 6 0  | 6 2 |  |
| 3 | Polska                                                                          | Paula Kania Lee Ya-hsuan                                                        | 6 2                 | 3 6  | 7 9 |  |
| 4 | Polska                                                                          | Magdalena Fręch Hsu Ching-wen                                                   | 2 6                 | 6 4  | 3 6 |  |
| 5 | Polska                                                                          | Klaudia Jans-Ignacik / Katarzyna Kawa Chan Chin-wei / Chuang Chia-jung          | 2 6                 | 61 7 |     |  |

##### Ukraina – Argentyna
| Ukraina · 4 | Campa Tennis Club, Kijów, Ukraina 16–17 kwietnia 2016 Twarda | Campa Tennis Club, Kijów, Ukraina 16–17 kwietnia 2016 Twarda                   | Argentyna · 0 |     |   |               |
| \| \| \| \| 1 \| 2 \| 3 \| \| \| - \| \| ------------------------------------------------------------------------------ \| --- \| --- \| - \| ------------- \| \| 1 \| \| Kateryna Bondarenko María Irigoyen \| 6 1 \| 6 1 \| \| \| \| 2 \| \| Łesia Curenko Nadia Podoroska \| 6 1 \| 6 4 \| \| \| \| 3 \| \| Łesia Curenko María Irigoyen \| 6 0 \| 6 3 \| \| \| \| 4 \| \| Kateryna Bondarenko Nadia Podoroska \| \| \| \| nie rozegrano \| \| 5 \| \| Kateryna Bondarenko / Olha Sawczuk Maria Lourdes Carle / Guadalupe Pérez Rojas \| 6 1 \| 6 3 \| \| \| |                                                              |                                                                                |               |     |   |               |
| |                                                              |                                                                                | 1             | 2   | 3 |               |
| 1 | Ukraina · Argentyna                                          | Kateryna Bondarenko María Irigoyen                                             | 6 1           | 6 1 |   |               |
| 2 | Ukraina · Argentyna                                          | Łesia Curenko Nadia Podoroska                                                  | 6 1           | 6 4 |   |               |
| 3 | Ukraina · Argentyna                                          | Łesia Curenko María Irigoyen                                                   | 6 0           | 6 3 |   |               |
| 4 | Ukraina · Argentyna                                          | Kateryna Bondarenko Nadia Podoroska                                            |               |     |   | nie rozegrano |
| 5 | Ukraina · Argentyna                                          | Kateryna Bondarenko / Olha Sawczuk Maria Lourdes Carle / Guadalupe Pérez Rojas | 6 1           | 6 3 |   |               |

## Strefa amerykańska

### Grupa I
- Miejsce rozgrywek: Country Club Las Palmas, Santa Cruz, Boliwia[20]
- Data: 3–6 lutego 2016
- Nawierzchnia: Ceglana
- Format: faza grupowa – 8 reprezentacji w dwóch grupach

#### Uczestnicy
| Grupa A  | Grupa A | Grupa A | Grupa A  |
| Paragwaj | Meksyk  | Boliwia | Kolumbia |
| -------- | ------- | ------- | -------- |

| Grupa B   | Grupa B  | Grupa B | Grupa B |
| Argentyna | Brazylia | Ekwador | Peru    |
| --------- | -------- | ------- | ------- |

#### Play-off
| Miejsce    | Drużyna A | Wynik | Drużyna B |
| ---------- | --------- | ----- | --------- |
| Awans      | Paragwaj  | 0–2   | Argentyna |
| 3. miejsce | Meksyk    | 0–2   | Brazylia  |
| Spadek     | Boliwia   | 2–0   | Peru      |
| Spadek     | Kolumbia  | 2–0   | Ekwador   |

#### Klasyfikacja końcowa
| Argentyna | awans do Baraży o Grupę Światową II        |
| Paragwaj  | 2. miejsce w Grupie I strefy amerykańskiej |
| Brazylia  | 3. miejsce w Grupie I strefy amerykańskiej |
| Meksyk    | 4. miejsce w Grupie I strefy amerykańskiej |
| Boliwia   | 5. miejsce w Grupie I strefy amerykańskiej |
| Kolumbia  | 5. miejsce w Grupie I strefy amerykańskiej |
| Peru      | spadek do Grupy II strefy amerykańskiej    |
| Ekwador   | spadek do Grupy II strefy amerykańskiej    |

### Grupa II
- Miejsce rozgrywek: Centro de Tenis Honda, Bayamón, Portoryko[21]
- Data: 1–6 lutego 2016
- Nawierzchnia: Twarda
- Format: faza grupowa – 9 reprezentacji w dwóch grupach

#### Uczestnicy
| Grupa A   | Grupa A | Grupa A  | Grupa A   |
| Wenezuela | Chile   | Honduras | Kostaryka |
| --------- | ------- | -------- | --------- |

| Grupa B   | Grupa B   | Grupa B | Grupa B    | Grupa B |
| Portoryko | Gwatemala | Urugwaj | Dominikana | Bahamy  |
| --------- | --------- | ------- | ---------- | ------- |

#### Play-off
| Miejsce    | Drużyna A | Wynik | Drużyna B  |
| ---------- | --------- | ----- | ---------- |
| Awans      | Wenezuela | 2–0   | Gwatemala  |
| Awans      | Chile     | 2–1   | Portoryko  |
| 5. miejsce | Honduras  | 0–2   | Urugwaj    |
| 7. miejsce | Kostaryka | 2–0   | Dominikana |
| 9. miejsce |           | 0–0   | Bahamy     |

#### Klasyfikacja końcowa
| Wenezuela  | awans do Grupy I strefy amerykańskiej       |
| Chile      | awans do Grupy I strefy amerykańskiej       |
| Gwatemala  | 3. miejsce w Grupie II strefy amerykańskiej |
| Portoryko  | 3. miejsce w Grupie II strefy amerykańskiej |
| Urugwaj    | 5. miejsce w Grupie II strefy amerykańskiej |
| Honduras   | 6. miejsce w Grupie II strefy amerykańskiej |
| Kostaryka  | 7. miejsce w Grupie II strefy amerykańskiej |
| Dominikana | 8. miejsce w Grupie II strefy amerykańskiej |
| Bahamy     | 9. miejsce w Grupie II strefy amerykańskiej |

## Strefa azjatycka

### Grupa I
- Miejsce rozgrywek: True Arena Hua Hin, Hua Hin, Tajlandia[22]
- Data: 3–6 lutego 2016
- Nawierzchnia: Twarda
- Format: faza grupowa – 8 reprezentacji w dwóch grupach

#### Uczestnicy
| Grupa A   | Grupa A | Grupa A | Grupa A    |
| Tajlandia | Japonia | Indie   | Uzbekistan |
| --------- | ------- | ------- | ---------- |

| Grupa B         | Grupa B | Grupa B    | Grupa B          |
| Chińskie Tajpej | Chiny   | Kazachstan | Korea Południowa |
| --------------- | ------- | ---------- | ---------------- |

#### Play-off
| Miejsce    | Drużyna A  | Wynik | Drużyna B        |
| ---------- | ---------- | ----- | ---------------- |
| Awans      | Japonia    | 1–2   | Chińskie Tajpej  |
| 3. miejsce | Tajlandia  | 1–2   | Chiny            |
| 5. miejsce | Indie      | 3–0   | Kazachstan       |
| Spadek     | Uzbekistan | 0–3   | Korea Południowa |

#### Klasyfikacja końcowa
| Chińskie Tajpej  | awans do Baraży o Grupę Światową II      |
| Japonia          | 2. miejsce w Grupie I strefy azjatyckiej |
| Chiny            | 3. miejsce w Grupie I strefy azjatyckiej |
| Tajlandia        | 4. miejsce w Grupie I strefy azjatyckiej |
| Indie            | 5. miejsce w Grupie I strefy azjatyckiej |
| Kazachstan       | 6. miejsce w Grupie I strefy azjatyckiej |
| Korea Południowa | 7. miejsce w Grupie I strefy azjatyckiej |
| Uzbekistan       | spadek do Grupy II strefy azjatyckiej    |

### Grupa II
- Miejsce rozgrywek: True Arena Hua Hin, Hua Hin, Tajlandia[23]
- Data: 11–16 kwietnia 2016
- Nawierzchnia: Twarda
- Format: faza grupowa – 11 reprezentacji w dwóch grupach

#### Uczestnicy
| Grupa A | Grupa A  | Grupa A  | Grupa A | Grupa A       |
| Bahrajn | Filipiny | Hongkong | Iran    | Wyspy Oceanii |
| ------- | -------- | -------- | ------- | ------------- |

| Grupa B   | Grupa B   | Grupa B | Grupa B  | Grupa B  | Grupa B   |
| Indonezja | Kirgistan | Malezja | Pakistan | Singapur | Sri Lanka |
| --------- | --------- | ------- | -------- | -------- | --------- |

#### Play-off
| Miejsce     | Drużyna A     | Wynik | Drużyna B |
| ----------- | ------------- | ----- | --------- |
| Awans       | Filipiny      | 2–0   | Singapur  |
| 3. miejsce  | Hongkong      | 2–1   | Malezja   |
| 5. miejsce  | Wyspy Oceanii | 0–2   | Indonezja |
| 7. miejsce  | Iran          | 1–2   | Sri Lanka |
| 9. miejsce  | Bahrajn       | 0–3   | Pakistan  |
| 11. miejsce |               | 0–0   | Kirgistan |

#### Klasyfikacja końcowa
| Filipiny      | awans do Grupy I strefy azjatyckiej        |
| Singapur      | 2. miejsce w Grupie II strefy azjatyckiej  |
| Hongkong      | 3. miejsce w Grupie II strefy azjatyckiej  |
| Malezja       | 4. miejsce w Grupie II strefy azjatyckiej  |
| Indonezja     | 5. miejsce w Grupie II strefy azjatyckiej  |
| Wyspy Oceanii | 6. miejsce w Grupie II strefy azjatyckiej  |
| Sri Lanka     | 7. miejsce w Grupie II strefy azjatyckiej  |
| Iran          | 8. miejsce w Grupie II strefy azjatyckiej  |
| Pakistan      | 9. miejsce w Grupie II strefy azjatyckiej  |
| Bahrajn       | 10. miejsce w Grupie II strefy azjatyckiej |
| Kirgistan     | 11. miejsce w Grupie II strefy azjatyckiej |

## Strefa europejsko-afrykańska

### Grupa I
- Miejsce rozgrywek: Municipal Tennis Centre, Ejlat, Izrael[24]
- Data: 3–6 lutego 2016
- Nawierzchnia: Twarda
- Format: faza grupowa – 14 reprezentacji w czterech grupach

#### Uczestnicy
| Grupa A | Grupa A | Grupa A    |
| Szwecja | Ukraina | Portugalia |
| ------- | ------- | ---------- |

| Grupa B         | Grupa B | Grupa B           |
| Wielka Brytania | Gruzja  | Południowa Afryka |
| --------------- | ------- | ----------------- |

| Grupa C   | Grupa C | Grupa C | Grupa C |
| Chorwacja | Turcja  | Izrael  | Estonia |
| --------- | ------- | ------- | ------- |

| Grupa D | Grupa D | Grupa D  | Grupa D |
| Węgry   | Belgia  | Bułgaria | Łotwa   |
| ------- | ------- | -------- | ------- |

#### Play-off
| Miejsce        | Drużyna A         | Wynik | Drużyna B |
| -------------- | ----------------- | ----- | --------- |
| Awans          | Ukraina           | 3–0   | Izrael    |
| Awans          | Wielka Brytania   | 0–2   | Belgia    |
| 5.–6. miejsce  | Portugalia        | 0–2   | Chorwacja |
| 5.–6. miejsce  | Gruzja            | 2–1   | Bułgaria  |
| 9.–10. miejsce |                   | 0–0   | Estonia   |
| 9.–10. miejsce |                   | 0–0   | Łotwa     |
| Spadek         | Szwecja           | 0–2   | Turcja    |
| Spadek         | Południowa Afryka | 0–2   | Węgry     |

#### Klasyfikacja końcowa
| Ukraina           | awans do Baraży o Grupę Światową II                       |
| Belgia            | awans do Baraży o Grupę Światową II                       |
| Izrael            | 3.–4. miejsce w Grupie I strefy europejsko-afrykańskiej   |
| Wielka Brytania   | 3.–4. miejsce w Grupie I strefy europejsko-afrykańskiej   |
| Chorwacja         | 5.–6. miejsce w Grupie I strefy europejsko-afrykańskiej   |
| Gruzja            | 5.–6. miejsce w Grupie I strefy europejsko-afrykańskiej   |
| Portugalia        | 7.–8. miejsce w Grupie I strefy europejsko-afrykańskiej   |
| Bułgaria          | 7.–8. miejsce w Grupie I strefy europejsko-afrykańskiej   |
| Estonia           | 9.-10. miejsce w Grupie I strefy europejsko-afrykańskiej  |
| Łotwa             | 9.-10. miejsce w Grupie I strefy europejsko-afrykańskiej  |
| Turcja            | 11.–12. miejsce w Grupie I strefy europejsko-afrykańskiej |
| Węgry             | 11.–12. miejsce w Grupie I strefy europejsko-afrykańskiej |
| Szwecja           | spadek do Grupy II strefy europejsko-afrykańskiej         |
| Południowa Afryka | spadek do Grupy II strefy europejsko-afrykańskiej         |

### Grupa II
- Miejsce rozgrywek: Gezira Sporting Club, Kair, Egipt[25]
- Data: 13–16 kwietnia 2016
- Nawierzchnia: Ceglana
- Format: faza grupowa – 7 reprezentacji w dwóch grupach

#### Uczestnicy
| Grupa A | Grupa A   | Grupa A |
| Dania   | Finlandia | Litwa   |
| ------- | --------- | ------- |

| Grupa B | Grupa B              | Grupa B | Grupa B       |
| Austria | Bośnia i Hercegowina | Egipt   | Liechtenstein |
| ------- | -------------------- | ------- | ------------- |

#### Play-off
| Miejsce | Drużyna A | Wynik | Drużyna B            |
| ------- | --------- | ----- | -------------------- |
| Awans   | Dania     | 1–2   | Bośnia i Hercegowina |
| Awans   | Litwa     | 0–2   | Austria              |
| Spadek  | Egipt     | 2–0   | Finlandia            |
| Spadek  |           | 0–0   | Liechtenstein        |

#### Klasyfikacja końcowa
| Austria              | awans do Grupy I strefy europejsko-afrykańskiej          |
| Bośnia i Hercegowina | awans do Grupy I strefy europejsko-afrykańskiej          |
| Dania                | 3.–4. miejsce w Grupie II strefy europejsko-afrykańskiej |
| Litwa                | 3.–4. miejsce w Grupie II strefy europejsko-afrykańskiej |
| Finlandia            | spadek do Grupy III strefy europejsko-afrykańskiej       |
| Liechtenstein        | spadek do Grupy III strefy europejsko-afrykańskiej       |

### Grupa III
- Miejsce rozgrywek: Bellevue, Ulcinj, Czarnogóra[26]
- Data: 11–16 kwietnia 2016
- Nawierzchnia: Ceglana
- Format: faza grupowa – 17 reprezentacji w czterech grupach

#### Uczestnicy
| Grupa A | Grupa A    | Grupa A | Grupa A |
| Grecja  | Luksemburg | Malta   | Tunezja |
| ------- | ---------- | ------- | ------- |

| Grupa B | Grupa B  | Grupa B  | Grupa B            |
| Armenia | Irlandia | Islandia | Macedonia Północna |
| ------- | -------- | -------- | ------------------ |

| Grupa C  | Grupa C | Grupa C    | Grupa C  |
| Algieria | Cypr    | Madagaskar | Mołdawia |
| -------- | ------- | ---------- | -------- |

| Grupa D    | Grupa D | Grupa D | Grupa D  | Grupa D  |
| Czarnogóra | Kosowo  | Maroko  | Mozambik | Norwegia |
| ---------- | ------- | ------- | -------- | -------- |

#### Play-off
| Miejsce         | Drużyna A          | Wynik | Drużyna B  |
| --------------- | ------------------ | ----- | ---------- |
| Awans           | Luksemburg         | 2–0   | Mołdawia   |
| Awans           | Macedonia Północna | 0–2   | Norwegia   |
| 5.–6. miejsce   | Grecja             | 2–0   | Madagaskar |
| 5.–6. miejsce   | Irlandia           | 0–2   | Czarnogóra |
| 9.–10. miejsce  | Tunezja            | 2–0   | Cypr       |
| 9.–10. miejsce  | Armenia            | 2–1   | Maroko     |
| 13.–14. miejsce | Malta              | 0–2   | Algieria   |
| 13.–14. miejsce | Islandia           | 1–2   | Kosowo     |
| 17. miejsce     |                    | 0–0   | Mozambik   |

#### Klasyfikacja końcowa
| Luksemburg         | awans do Grupy II strefy europejsko-afrykańskiej            |
| Norwegia           | awans do Grupy II strefy europejsko-afrykańskiej            |
| Macedonia Północna | 3.–4. miejsce w Grupie III strefy europejsko-afrykańskiej   |
| Mołdawia           | 3.–4. miejsce w Grupie III strefy europejsko-afrykańskiej   |
| Grecja             | 5.–6. miejsce w Grupie III strefy europejsko-afrykańskiej   |
| Czarnogóra         | 5.–6. miejsce w Grupie III strefy europejsko-afrykańskiej   |
| Madagaskar         | 7.–8. miejsce w Grupie III strefy europejsko-afrykańskiej   |
| Irlandia           | 7.–8. miejsce w Grupie III strefy europejsko-afrykańskiej   |
| Armenia            | 9.-10. miejsce w Grupie III strefy europejsko-afrykańskiej  |
| Tunezja            | 9.-10. miejsce w Grupie III strefy europejsko-afrykańskiej  |
| Cypr               | 11.–12. miejsce w Grupie III strefy europejsko-afrykańskiej |
| Maroko             | 11.–12. miejsce w Grupie III strefy europejsko-afrykańskiej |
| Algieria           | 13.–14. miejsce w Grupie III strefy europejsko-afrykańskiej |
| Kosowo             | 13.–14. miejsce w Grupie III strefy europejsko-afrykańskiej |
| Islandia           | 15.–16. miejsce w Grupie III strefy europejsko-afrykańskiej |
| Malta              | 15.–16. miejsce w Grupie III strefy europejsko-afrykańskiej |
| Mozambik           | 17. miejsce w Grupie III strefy europejsko-afrykańskiej     |